# Donny Cates
Donny Cates (Texas, 14 settembre 1984) è uno scrittore e fumettista statunitense.
Dopo aver debuttato nel fumetto indipendente nel 2013 grazie alla Dark Horse Comics, dal 2017 viene ingaggiato dalla Marvel Comics per la quale diviene uno scrittore di punta e a cui vengono affidati storici personaggi quali Thanos, il Dottor Strange e gli Inumani. L'affermazione definitiva arriva gli acclamati rilanci di Venom e dei Guardiani della Galassia. Continua inoltre il suo lavoro su opere indipendenti e "creator-owned", ovvero di cui è creatore e licenziatario. Attualmente sono pubblicate da Aftershock e Image Comics.

## Carriera

### Debutto e affermazione (2013-2017)
Si appassiona di fumetti sin da quando impara a leggere e afferma che all'età di tre anni già leggeva le storie di un anti-eroe della Marvel quale Venom. Non ha mai pensato di scrivere per nessun altro medium che non fosse il fumetto. Cates è fermamente convinto che nessuna altra forma di narrazione o racconto ti possa permettere di esprimere e condividere ciò che crei con l'immaginazione e attraverso i sogni quanto lo è il fumetto. Anche se a livello professionale si è dedicato anima e corpo alla scrittura, nella vita privata è anche un artista "visivo" e si diletta nella realizzazione di sculture e dipinti. Un altro aspetto che lo affascina nel realizzare una storia a fumetti è la collaborazione e intesa tra scrittori e disegnatori. I migliori risultati si raggiungono quando esiste un continuo flusso di idee tra chi scrive e chi si trova a rielaborare le idee su una tavola da disegno. Ed è per questo motivo che Cates ci tiene particolarmente a lavorare con artisti con i quali si instaura una sincera amicizia e fiducia, spesso di cui è già amico ancor prima di iniziare il rapporto professionale. Un grande fumetto non può che nascere (secondo Cates) quando chiunque vi lavori assorba la creatività di ogni persona coinvolta e, principalmente, ci si diverta, anche quando le storie raccontate affrontano temi delicati o scenari violenti.
Il debutto editoriale come scrittore di fumetti avviene grazie alla Dark Horse Comics che gli affida i testi per una storia da pubblicarsi sul n. 27 della serie antologica Dark Horse Presents, distribuita il 21 agosto 2013. Il titolo di questa short-story è Hunter Quaid: The Only Things We Have to Fear… are Nazis and Creepy Monster. Gli editor della casa editrice sono soddisfatti del risultato e danno il via libera per la realizzazione della miniserie Buzzkill. A questa segue The Ghost Fleet e The Paybacks. Buzzkill racconta la storia di Rubin, che scopre di poter ottenere superpoteri quando è sotto l'effetto di sostante stupefacenti o alcolici. La serie si apre con il protagonista che cerca di disintossicarsi, in quanto la sua carriera di supereroe non gli interessa più e non fa più parte del più celebre team di supereroi (versione alternativa/revisionista della Justice League). Dovrà però tornare a bere e drogarsi per affrontare la sua nemesi (il più temibile dei supervillain) che è il suo stesso padre, il quale ha sempre abusato di lui. La storia prende spunto dalle sue esperienze personali e ha richiesto a Cates un notevole stress emotivo per poterla scrivere anche se si tratta di avvenimenti inseriti in un universo fittizio e supereroistico. Questa però diventa una delle caratteristiche peculiari delle opere dell'autore, soprattutto quelle realizzate per il mercato indipendente. Gli spunti che dominano questi suoi lavori, da Buzzkill e Ghost Fleet a God Country hanno come fonte di ispirazione le sue esperienze personali e i legami familiari, di cui ti vorresti sempre liberare ma di cui non puoi fare a meno. A questo si aggiunge la sua terra natia, il Texas, rappresentato dai suoi paesi di provincia, la sua identità da terra di frontiera, i suoi miti e la cultura pop che li si è radicata. Cates dichiara che il Texas (in particolare la parte est) rappresenta per lui quello che il Maine rappresenta per Stephen King. Nelle sue opere vi sono continui riferimenti a quell'area e ai luoghi dove ha vissuto, per esempio in Buzzkill c'è il bar "Posse" che è un locale che esiste realmente e dove ha lavorato per 5 anni. In The Ghost Fleet vi è la cittadina "Fate" (che si trova in Texas) e in The Paybacks il personaggio di nome Emory Rains riprende la località di Emory nella contea texana di Rains dove spesso si reca per isolarsi a scrivere in un capanno di legno. Una delle leggende metropolitane diffuse in Texas (e non solo), che più lo ha colpito, riguarda il mistero che circonda il carico di alcuni autocarri per trasporto merci che trafficano di continuo le interminabili autostrade del territorio americano. Mezzi (forse) usati da agenzie governative o società segrete per trasportare materiale o persone in maniere occulta e non autorizzata. Da questo spunto nasce la seconda serie realizzata da Cates, ovvero Ghost Fleet. L'aspetto cospirazionista però passa in secondo piano rispetto alle motivazioni che spingono i personaggi a prendere le loro decisioni. L'autore sostiene che qualsiasi scelta venga compiuta dall'essere umano (che sia con buone o cattive intenzioni) ha sempre effetti imprevedibili e che sono potenzialmente catastrofici, questo è dovuto (secondo l'autore) ai due fattori imprescindibili che ci dominano: il tempo e la mortalità. Questo aspetto verrà poi ripreso anche in futuro in diverse opere e lo stesso Cates si è fatto tatuare sul braccio sinistro un'immagine che ne è l'emblema. Si tratta della riproduzione della copertina del secondo numero di Ghost Fleet, in cui un autocarro sta precipitando dal cielo e si trova a pochi metri dallo schiacciare una figura umana sul terreno. Il tattoo è un memento dell'inevitabile (e schiacciante) peso delle nostre azioni se rapportate alle loro conseguenze con il passare del tempo, la fuga o la negazione dagli esiti e strascichi di ciò che si è fatto sembra impossibile. Ghost Fleet è inoltre la prima idea che abbia mai avuto su una storia a fumetti e la possibilità di realizzarla è per lui un sogno al quale si dedica con grande passione. Le sue aspettative si scontrano però con la dura realtà del mercato, il primo albo non vende più di 4000 copie e la Dark Horse prende la decisione di tagliare la serie da dodici a 8 numeri. Cates e il disegnatore Daniel Warren Johnson sono costretti a riscrivere e ridisegnare alcune tavole dei numeri 6 e 7 per poi dare un finale accettabile e conclusivo con l'ottavo albo. La continua scarsità nelle vendite porta l'editore a sospendere la produzione cartacea dell'opera con il n.4 per poi pubblicare i restanti albi sulla piattaforma digitale. Per la carriera e le ambizioni di Cates la situazione non si prospetta rosea. Fortunatamente la Dark Horse dà ancora fiducia all'autore con un'opera che riprende il genere supereroistico, si tratta della miniserie The Paybacks (dal settembre 2015). Qui ha modo di far debuttare a livello editoriale il primo supereroe e fumetto che abbia mai provato a scrivere: "Soviet Nunchuck". Il personaggio gli è venuto in mente in sogno e si tratta di un tipo grosso e forte che ha lavorato per la mafia ma entra nel programma protezione testimoni e si ritrova in Giappone dove viene addestrato per essere il più abile ninja del mondo. Nessun editore ha mai pubblicato una serie su questo bizzarro personaggio e così Cates ha trovato il modo portarlo sulla carta stampata all'interno di una serie su un team di supereroi quali The Paybacks. Bisogna sottolineare che anche in questo caso i risultanti (per quanto riguarda le vendite) non sono soddisfacenti e l'autore viene mollato dalla Dark Horse. La sua carriera ora verte interamente sull'opera successiva: una storia sulla sfida al destino di un anziano malato di Alzheimer (e la sua famiglia) che si trova coinvolto in una sfida a presunti semidei per il possesso di una spada dai poteri magici. Si tratta di un concept bizzarro che mischia dramma familiare ed elementi fantasy ma la Image Comics crede nel progetto. Per Cates è la svolta della carriera e quest'idea si concretizza nella miniserie pubblicata nel 2017 con il titolo di God Country. Con quest'opera attira l'attenzione dei lettori e della critica, tanto che la Marvel si muove per offrirgli un contratto. Qualche anno dopo Cates rivela che il 2017 non è fondamentale solo per la svolta della sua carriera ma rappresenta un anno determinante per la sua vita e maturazione come uomo. In quell'anno viene infatti ricoverato in ospedale per un serio problema di salute (mai specificato ufficialmente) che lo porta a rischiare di morire. Fortunatamente riesce a riprendersi ma tale esperienza cambia la sua visione della vita e il suo stesso sistema di valori. Si rende conto dell'importanza della famiglia, acquisisce un nuovo modo di vedere il rapporto tra la vita e la morte, l'eredità spirituale e (nel suo caso) artistica che desidererebbe realizzare in futuro. Ne scaturisce una serie di nuove idee e ispirazione creativa che ne influiranno in maniera determinante e positiva la sua attività come fumettista. La prima opera nata da questo passaggio traumatico della sua esistenza si tratta del suo primo vero grande successo ovvero God's Country incentrato su tematiche che analizzano il valore dei rapporti familiari, la difficile prova di fronte ad una malattia e la volontà (fondamentale) di rinascere ogni giorno cercando gli aspetti più significativi dell'esistenza. Il tutto viene ovviamente inserito in un contesto realistico ma contaminato da elementi fantasy e riferimerimenti ai miti cavallereschi. Tali prospettive caratterizzeranno (parzialmente) anche le sue opere successive come scrittore top-seller alla Marvel, assume inoltre un nuovo valore la sua passione per i fumetti nata quando aveva 11 anni e a cui si sente legato ogni giorno, sottolineando come tale stimolo sia legato soprattutto leggendo i primi titoli della Image Comics quali Youngblood di Rob Liefeld, Spawn di Todd McFarlane, Savage Dragon di Erik Larsen e WildC.A.T.S di Jim Lee. Da qui inizia a germogliare nella sua immaginazione un'opera ambiziosa che possa sottolineare di come i miti e le saghe create sui fumetti arrivino ad influenzare la nostra vita e rappresentino la mitologia dei nostri tempi. Dopo una lunga gestazione, anche per gli impegni assunti per Marvel, Cates arriverà a realizzarne un'opera seminale per la sua carriera e il fumetto indipendente, ovvero la serie Crossover che però verrà distribuita solo a partire dal 2021 dalla stessa Image.
Tra il 2016 e il 2017 Cates ha anche modo di cimentarsi su un fumetto pubblicato su licenza dalla IDW Publishing. Si tratta di fumetti basati sul celebre franchise di fantascienza Star Trek. La prima storia viene realizzata per la serie antologica Star Trek: Waypoint nel 2016 e vede come protagonisti i personaggi di Star Trek: The Next Generation. Nel 2017 gli viene affidato l'albo unico Star Trek: Deviations. Qui l'autore ha modo di creare una storia svincolata dalla continuity della saga sci-fi e decide di mostrarci una realtà alternativa e nefasta in cui la Terra ha avuto il primo contatto con i Romulani e non con i Vulcaniani. I bellicosi abitanti di Romulus conquistano il pianeta e lo riducono ad una colonia penale, di conseguenza la Federazione non prenderà mai vita. L'unica speranza per l'umanità risiede nel capo della resistenza; una versione alternativa di William Riker.

### Periodo Marvel Comics (dal 2017)

Copertina dell'albo "Venom 1 (#18)", primo del ciclo di storie di Donny Cates. Edizione italiana Panini Comics (2018).

La sua carriera decolla rapidamente in quanto la Marvel Comics che gli affida due personaggi quali Dottor Strange e Thanos, proprio mentre quest'ultimo si trova sottoposto ad un'enorme esposizione mediatica in quanto appare come nemesi nel terzo e quarto film cinematografico degli Avengers. La definitiva consacrazione da parte del pubblico e della critica avviene con il riuscito rilancio di un personaggio quale Venom, ormai in crisi di vendite e di idee dagli anni novanta. A distanza di 30 anni gli viene affidato il rilancio personaggio, tra l'altro arrivato al 30º anniversario dalla sua creazione. Si tratta quindi di un onore per l'autore poter scrivere le storie di un personaggio che gli è rimasto impresso per tre decenni ed è sua intenzione colmare quella che lui considera una lacuna nella lunga saga di Venom, ossia la mancanza di una mitologia intorno al simbionte alieno che lo genera. Inoltre vi sono delle mancanze da colmare anche sulla storia del suo primo ospite umano (almeno a livello fumettistico) ovvero Eddie Brock.
Un aspetto che intriga Cates riguardo all'universo Marvel sono i suoi personaggi cosmici, tra i cui capostipiti vi sono Silver Surfer, Capitan Marvel, Adam Warlock e Thanos. L'autore dichiara: «Quello che mi piace delle serie cosmiche Marvel è che puoi fare grandi cose, la portata degli eventi è sempre enorme». L'approccio vincente a questa tipologia di personaggi la dimostra subito quando eredita dallo scrittore canadese Jeff Lemire la serie regolare su Thanos (dal n.13 al n.18) con l'acclamato story-arc "Thanos Vince!" (stando al titolo dell'edizione italiana). Ai disegni si affianca Geoff Shaw, suo storico collaboratore con il quale ha realizzato fumetti indipendenti (o "Indie Comics") quali Buzzkill, The Paybacks e God Country, fondamentali per portare Cates ad affermarsi come autore emergente. Nel 2019 la Marvel decide quindi di affidargli la serie regolare dei Guardiani della Galassia, gruppo ormai fondamentale per l'importanza che riveste all'interno del Marvel Cinematic Universe e quindi per i Marvel Studios. Anche in questo caso il disegnatore è Geoff Shaw.
Donny Cates diviene popolare anche tra gli appassionati di fumetti italiani e viene invitato come ospite della SaldaPress al Lucca Comics & Games del 2019 (tra il 30 ottobre e il 3 novembre), la convention dedicata ai fumetti e al gaming che si tiene annualmente nella città toscana. Allo stand è anche presente il disegnatore Daniel Warren Johnson con il quale Cates ha realizzato la miniserie The Ghost Fleet. La SaldaPress presenta infatti in anteprima l'edizione italiana dell'opera, raccolta in un unico volume dal titolo "Ghost Fleet: Il Convoglio Fantasma". Per Cates il soggiorno in Italia riveste una particolare importanza anche a livello personale in quanto proprio a Lucca, durante la convention, ha intenzione di sposarsi con la compagna Megan Hutchinson, anch'essa fumettista. L'evento diventa uno dei momenti più attesi della manifestazione è viene denominato il "Comics Wedding".
L'inizio del secondo decennio del XXI secolo vede il definitivo affermarsi dell'autore come "Top Writer" della Marvel, alle redini di due serie regolari best seller quali Thor e Venom. Il suo impegno con la Casa delle Idee non è però sotto contratto esclusivo e questo gli permette di tornare a collaborare con case editrici indipendenti che gli offrono la possibilità di pubblicare opere "creator-owned". Tra i progetti più innovativi vi è quello realizzato con la piattaforma Panel Syndicate, fondata dai fumettisti Marcos Martin e Brian K.Vaughan nel 2013, da un'idea iniziale di Martin. I fumetti della piattaforma sono distribuiti come digital comics e il lettore li può acquistare facendo l'offerta che desidera, tecnicamente anche $0 (zero dollari). Vi è inoltre la massima libertà data agli autori che si affianca alla possibilità per chiunque (per disponibilità economica) di accedere alle opere in catalogo. Cates vuole supportare l'iniziativa e a fine 2020 viene reso disponibile il primo numero della serie The One You Feed per i disegni di Dylan Burnett. Si tratta della serie spin-off dell'acclamato God Country, l'opera che nel 2017 portò l'autore all'attenzione del mercato fumettistico, aprendogli le porte delle major dell'editoria a fumetti quali la Marvel.
A giugno del 2021 Cates e il disegnatore Ryan Stegman annunciano la fondazione di un loro imprint per il quale sono pubblicati i fumetti creator-owned dei due autori. L'etichetta prende il nome Kids Love Chains Press (o KLC Press) e si appoggia ad un editore indipendente per quanto riguarda la pubblicazione e distribuzione seguendo quanto fatto dallo scrittore Mark Millar con il Millarworld o da Rick Remender con il suo imprint Giant Generator. Il duo Cates-Stegman sfrutta il momento di popolarità ottenuto realizzando un ciclo di storie su Venom, top-seller di vendite, tramite il quale hanno anche potuto realizzare un Universe-Wide Crossover all'interno dell'universo Marvel. Si tratta di Absolute Carnage al quale si affinaca la run di Thor scritta da Cates a cui nella seconda metà del 2021 viene affidata anche la serie sul Golia Verde Hulk reduce dal clamoroso successo di lettori e critica ottenuto dal precedente duo creativo, formato da Al Ewing e Joe Bennet. Il primo fumetto ad essere pubblicato per la KLC Press è Vanish, una serie di genere super eroistico che si ispira a comic Image anni novanta quali Wildcats e Spawn, con influenze dal manga Akira.

## Opere

### Aftershock Comics
- Babyteeth dal n.1, Donny Cates (testi) - Garry Brown (disegni), serie regolare, giugno 2017 -in corso.
- Relay nn.0-5, Donny Cates e Zack Thompson (storia) - Zack Thompson (testi) - Andy Clarke e Dalibor Talajic (disegni), miniserie di 6 albi (conclusa), maggio 2018 - aprile 2019.

### Dark Horse Comics
- Dark Horse Presents n. 27, Donny Cates & AA.VV. (testi-disegni), albo antologico, agosto 2013.
- Buzzkill nn.1-4, Donny Cates e Mark Reznicek (testi) - Geoff Shaw (disegni), miniserie (conclusa), settembre - dicembre 2013. Raccolta in un unico volume Trade Paperback (brossurato) nel settembre 2017 dalla Image Comics. La miniserie era già stata precedentemente edita in Trade Paperback nel 2014 dalla stessa Dark Horse Comics[13].
- The Ghost Fleet nn.1-8, Donny Cates (testi) - Daniel Warren Johnson (disegni), miniserie (dopo i primi 4 albi è stata distribuita solo nel formato digitale)[6], novembre 2014 - giugno 2015. L'intera serie di 8 albi viene raccolta in un unico volume in formato Trade Paperback (brossurato) dalla Image Comics e viene distribuito nel novembre 2017 con il titolo "The Ghost Fleet: The Whole Goddamned Thing"[14].
- The Paybacks nn.1-4, Donny Cates e Eliot Rahal (testi) - Geoff Shaw (disegni), miniserie (conclusa), settembre - dicembre 2015.

### Heavy Metal
- Interceptor nn.1-6, Donny Cates (testi) - Dylan Burnett (disegni), miniserie (conclusa), gennaio-maggio 2016. La miniserie viene raccolta in formato trade paperback dalla Vault Comics con il titolo Interceptor Vol.1, distribuita da giugno 2019[15].

### House of Waxwork
- House of Waxwork n.2, Donny Cates & AA.VV. (testi e disegni), miniserie antologica (conclusa con il n.3), ogni albo contiene storie di differenti autori a cui è allegato un vinile con il soundtrack per la lettura, febbraio 2018.

### Image Comics
- God Country nn.1-6, Donny Cates (testi) - Geoff Shaw (disegni), miniserie (conclusa), gennaio - giugno 2017.
- Redneck dal n.1, Donny Cates (testi) - Lisandro Estherren (disegni), serie regolare, aprile 2017 -in corso.
- Atomahawk n.0, Donny Cates (testi) e Ian Bederman (disegni), albo unico formato deluxe e oversized, raccoglie la storia Atomahawk serializzata originalmente su Heavy Metal Magazine, 11 ottobre 2017.
- Crossover nn.1-13, Donny Cates (testi) - Geoff Shaw (disegni), serie regolare (conclusa), novembre 2020 - 11 maggio 2022.
- Vanish dal n.1, Donny Cates (testi) - Ryan Stegman (disegni), miniserie, 7 settembre 2022 -in corso.

### IDW Publishing
- Star Trek: Waypoint n.1, Donny Cates & AA.VV. (testi) - Mack Chater & AA.VV. (disegni), miniserie antologica di 6 albi (conclusa), settembre 2016. La serie raccoglie in ogni albo diverse storie tratte dalle varie serie televisive del franchise Star Trek[16]. Nel n.1, Cates realizza una storia su Star Trek: The Next Generation[16].
- Star Trek: Deviations n.1, Donny Cates (testi) - Josh Hood (disegni), albo unico, marzo 2017.

### Marvel Comics
- Secret Wars: Battleworld n.2, Donny Cates e David Walker (testi) - Marco Turini e J.J.Kirby (disegni), miniserie di 4 albi (conclusa), agosto 2015.
- Doctor Strange nn.381-390, Donny Cates (testi) - AA.VV.(disegni), serie regolare (conclusa con il n.390), gennaio-luglio 2018. Proseguita come Doctor Strange (Vol.4) n.1 a partire da agosto 2018, con i testi di Mark Waid[17].
- Thanos nn.13-18, Donny Cates (testi) - Geoff Shaw (matite), serie regolare (conclusa con il n.18), gennaio-giugno 2018.
- Doctor Strange: Damnation nn.1-4, Donny Cates (testi) - AA.VV.(disegni), miniserie (conclusa), aprile-luglio 2018
- Venom dal n.1, Donny Cates (testi) - Ryan Stegman (disegni), serie regolare, 9 maggio 2018 -in corso. Il primo albo viene lanciato con 7 copertine alternative (variant cover). Una "virgin" cover di Stegman, una di Paolo Rivera, una di J.Scott Campbell, una di Aaron Kuder, una "blank cover" (ovvero con copertina bianca, senza disegni), e due rimasterizzate da un disegno di Todd McFarlane, co-creatore del personaggio.
- Web of Venom: Ve'Nam n.1, Donny Cates (testi) - Juanan Ramirez (disegni), albo unico, 29 agosto 2018.Albo spin-off della serie Venom.
- Cosmic Ghost Rider nn.1-5, Donny Cates (testi) - Dylan Burnett (disegni), miniserie (conclusa), settembre 2018 - gennaio 2019.
- Death of The Inhumans nn.1-5, Donny Cates (testi) - Ariel Olivetti (disegni), miniserie (conclusa), settembre 2018 - gennaio 2019.
- Venom Annual n.1, Donny Cates, Jeff Loveness, David Michelinie & AA.VV. (testi) - Tigh Walker, Ron Lim & AA.VV. (disegni), albo annuale (il primo annual dedicato al personaggio dopo trent'anni di storia editoriale)[18], 17 ottobre 2018.
- Marvel Knights 20th nn.1-6, Donny Cates, Matthew Rosenberg, Tim Howard, Vita Ayala, (testi) - Travel Foreman, Niko Henrichon, Damian Couceiro, Joshua Cassara e Jim Jacinto (disegni), miniserie (conclusa), 7 novembre 2018 - 30 gennaio 2019.
- Guardians of the Galaxy (Vol.5/2019) nn.1-12, Donny Cates (testi) - Geoff Shaw & AA.VV. (disegni), serie regolare (conclusa), 23 gennaio 2019 - 18 dicembre 2019.
- Free Comic Book Day 2019: Spider-Man n.1, Donny Cates, Tom Taylor e Saladin Ahmed (testi) - Ryan Stegman, Ryan Ottley e Cory Smith (disegni), albo pubblicato e distribuito il giorno del "Fumetto Gratuito" presso le i comic shop aderenti, 4 maggio 2019.
- Guardians of the Galaxy Annual n.1, Donny Cates, Al Ewing, Tini Howard, Zac Thompson e Lonnie Nadler (testi) - Yildiray Cinar, Ibrahim Moustafà, Felipe Andrade & AA.VV. (disegni), albo annuale, 5 giugno 2019.
- Silver Surfer: Black dal n.1, Donny Cates (testi) - Tradd Moore (disegni), miniserie di 5 albi, 12 giugno 2019 - 30 ottobre 2019.
- Absolute Carnage nn.1-5, Donny Cates (testi) - Ryan Stegman & AA.VV. (disegni), miniserie (conclusa), 7 agosto - 20 novembre 2019.
- Thor (2020) dal n.1, Donny Cates (testi) - Nic Klane (disegni), serie regolare, 1 gennaio 2020 -in corso.
- Web of Venom: Wraith n.1, Donny Cates (testi) - Guiu Villanova (disegni), albo unico, 29 aprile 2020.

### Vault Comics
- Reactor nn.1-3, Donny Cates (testi) - Dylan Burnett (disegni), miniserie (conclusa), novembre 2017 - aprile 2018.